# Dairon Asprilla
Dairon Estibens Asprilla Rivas (Istmina, Chocó, Colombia; 25 de mayo de 1992) es un futbolista colombiano. Juega en la posición de delantero y actualmente juega en el Atlético Nacional de la Categoría Primera A de Colombia.

## Trayectoria

### Atlético Nacional
Fue de los jugadores de gran talento que surgieron en el Atlético Nacional junto con Michael Rangel, Cristian Palomeque, Edwin Cardona, entre otros.

### Alianza Petrolera
En su etapa en Alianza Petrolera fue reconocido por ser el gran pilar del equipo después de la partida de Rangel del club, siendo así un gran referente goleador para su club logra llamar la atención de algunos clubes del exterior. El 22 de julio de 2012 le hizo el primer gol a Llaneros

### Portland Timbers
El 8 de diciembre de 2014 se confirmara que había sido fichado por Portland Timbers. Se iría en el 2016 con cuatro goles en 45 partidos jugados.

### Millonarios F.C.
El 30 de junio de 2016 es confirmada su vinculación a Millonarios en Colombia. El 9 de julio debuta como titular en el clásico capitalino, ante Independiente Santa Fe, anotando así el único gol del encuentro al minuto 40 tras un rebote dejado por el arquero cardenal.

El viernes 20 de enero de 2017, después de jugar los dos partidos con el club embajador en la Florida Cup 2017, el delantero chocoano rescinde su contrato.

### Portland Timbers
En enero de 2017 vuelve al Portland Timbers de la Major League Soccer dueño de sus derechos deportivos. Su primer gol lo marca el 25 de marzo en la derrota 3-2 en su visita a Columbus Crew.
El 11 de noviembre de 2018 marca gol al minuto 93 contra Seattle Sounders por las semifinales de la MLS 2018 mandando a los penales, al final marca el penal definitivo para clasificar a la final de la conferencia oeste saliendo la gran figura del partido.
El 28 de octubre de 2021 marca un golazo épico en el triunfo de su equipo Portland Timbers contra San José Earthquakes marcando de chilena.

### Atlético Nacional
El 30 de junio de 2024 se confirmó su regreso al Atlético Nacional.

## Estadísticas
- Actualizado al ultimo partido disputado: 19/06/25

| Club                                       | Div.                | Temporada           | Liga  | Liga  | Copas | Copas | Internacional | Internacional | Total | Total | Prom. · |
| Club                                       | Div.                | Temporada           | Part. | Goles | Part. | Goles | Part.         | Goles         | Part. | Goles | Prom. · |
| ------------------------------------------ | ------------------- | ------------------- | ----- | ----- | ----- | ----- | ------------- | ------------- | ----- | ----- | ------- |
| Atlético Nacional · Colombia               | 1ª                  | 2011                | 0     | 0     | 3     | 0     | -             | -             | 3     | 0     | 0       |
| Alianza Petrolera · Colombia               | 2ª                  | 2012                | 38    | 11    | 7     | 3     | -             | -             | 45    | 14    | 0,31    |
| Alianza Petrolera · Colombia               | 1ª                  | 2013                | 12    | 4     | 3     | 0     | -             | -             | 15    | 4     | 0,27    |
| Alianza Petrolera · Colombia               | 1ª                  | 2014                | 26    | 7     | 4     | 0     | -             | -             | 30    | 7     | 0,23    |
| Alianza Petrolera · Colombia               | Total               | Total               | 76    | 22    | 14    | 3     | 0             | 0             | 90    | 25    | 0,27    |
| Portland Timbers 2 (cedido) Estados Unidos | 2ª                  | 2015                | 2     | 0     | -     | -     | -             | -             | 2     | 0     | 0       |
| Portland Timbers Estados Unidos            | 1ª                  | 2015                | 34    | 2     | 1     | 0     | -             | -             | 35    | 2     | 0,06    |
| Portland Timbers Estados Unidos            | 1ª                  | 2016                | 9     | 1     | 1     | 1     | -             | -             | 10    | 2     | 0,20    |
| Millonarios · (cedido) · Colombia          | 1ª                  | 2016                | 16    | 2     | 1     | 0     | -             | -             | 17    | 2     | 0,11    |
| Millonarios · (cedido) · Colombia          | Total               | Total               | 16    | 2     | 1     | 0     | -             | -             | 17    | 2     | 0,11    |
| Portland Timbers Estados Unidos            | 1ª                  | 2017                | 29    | 3     | -     | -     | -             | -             | 29    | 3     | 0,10    |
| Portland Timbers Estados Unidos            | 1ª                  | 2018                | 19    | 2     | 3     | 1     | -             | -             | 22    | 3     | 0,13    |
| Portland Timbers 2 (cedido) Estados Unidos | 2ª                  | 2018                | 5     | 2     | 1     | 0     | -             | -             | 6     | 2     | 0.33    |
| Portland Timbers 2 (cedido) Estados Unidos | 2ª                  | 2019                | 9     | 9     | -     | -     | -             | -             | 9     | 9     | 1.00    |
| Portland Timbers 2 (cedido) Estados Unidos | Total               | Total               | 16    | 11    | 1     | 0     | -             | -             | 17    | 11    | 0,64    |
| Portland Timbers Estados Unidos            | 1ª                  | 2019                | 14    | 3     | 2     | 0     | -             | -             | 16    | 3     | 0,18    |
| Portland Timbers Estados Unidos            | 1ª                  | 2020                | 1     | 0     | 3     | 1     | -             | -             | 4     | 1     | 0,25    |
| Portland Timbers Estados Unidos            | 1ª                  | 2021                | 37    | 10    | -     | -     | 4             | 0             | 41    | 10    | 0,24    |
| Portland Timbers Estados Unidos            | 1ª                  | 2022                | 29    | 10    | -     | -     | -             | -             | 29    | 10    | 0,34    |
| Portland Timbers Estados Unidos            | 1ª                  | 2023                | 26    | 5     | 1     | 0     | 3             | 0             | 30    | 5     | 0.36    |
| Portland Timbers Estados Unidos            | 1ª                  | 2024                | 16    | 1     | -     | -     | -             | -             | 16    | 1     | 0.06    |
| Portland Timbers Estados Unidos            | Total               | Total               | 214   | 37    | 10    | 3     | 7             | 0             | 231   | 40    | 0.17    |
| Atlético Nacional · Colombia               | 1ª                  | 2024                | 25    | 3     | 7     | 1     | -             | -             | 32    | 4     | 0.12    |
| Atlético Nacional · Colombia               | 1ª                  | 2025                | 22    | 3     | 2     | 1     | 6             | 0             | 30    | 4     | 0.13    |
| Atlético Nacional · Colombia               | Total               | Total               | 47    | 6     | 12    | 2     | 6             | 0             | 65    | 8     | 0.12    |
| Total en su carrera                        | Total en su carrera | Total en su carrera | 322   | 78    | 38    | 8     | 13            | 0             | 373   | 86    | 0.23    |

## Palmarés

### Campeonatos nacionales
| Título                | Club              | País           | Año  |
| --------------------- | ----------------- | -------------- | ---- |
| Torneo Apertura       | Atlético Nacional | Colombia       | 2011 |
| Primera B             | Alianza Petrolera | Colombia       | 2012 |
| Conference Cup        | Portland Timbers  | Estados Unidos | 2015 |
| MLS Cup               | Portland Timbers  | Estados Unidos | 2015 |
| Conference Cup        | Portland Timbers  | Estados Unidos | 2018 |
| Conference Cup        | Portland Timbers  | Estados Unidos | 2021 |
| Copa Colombia         | Atlético Nacional | Colombia       | 2024 |
| Torneo Finalización   | Atlético Nacional | Colombia       | 2024 |
| Superliga de Colombia | Atlético Nacional | Colombia       | 2025 |